# Chiloglanis disneyi
Chiloglanis disneyi is een straalvinnige vissensoort uit de familie van de baardmeervallen (Mochokidae). De wetenschappelijke naam van de soort is voor het eerst geldig gepubliceerd in 1974 door Ethelwynn Trewavas. De soort is genoemd naar Henry Disney die het holotype in 1972 ving in de Wowe-rivier in Kameroen. De soort is enkel gekend uit de stroomgebieden van de Mungo- en Cross-rivieren in Kameroen.